# Giuseppe Bofondi

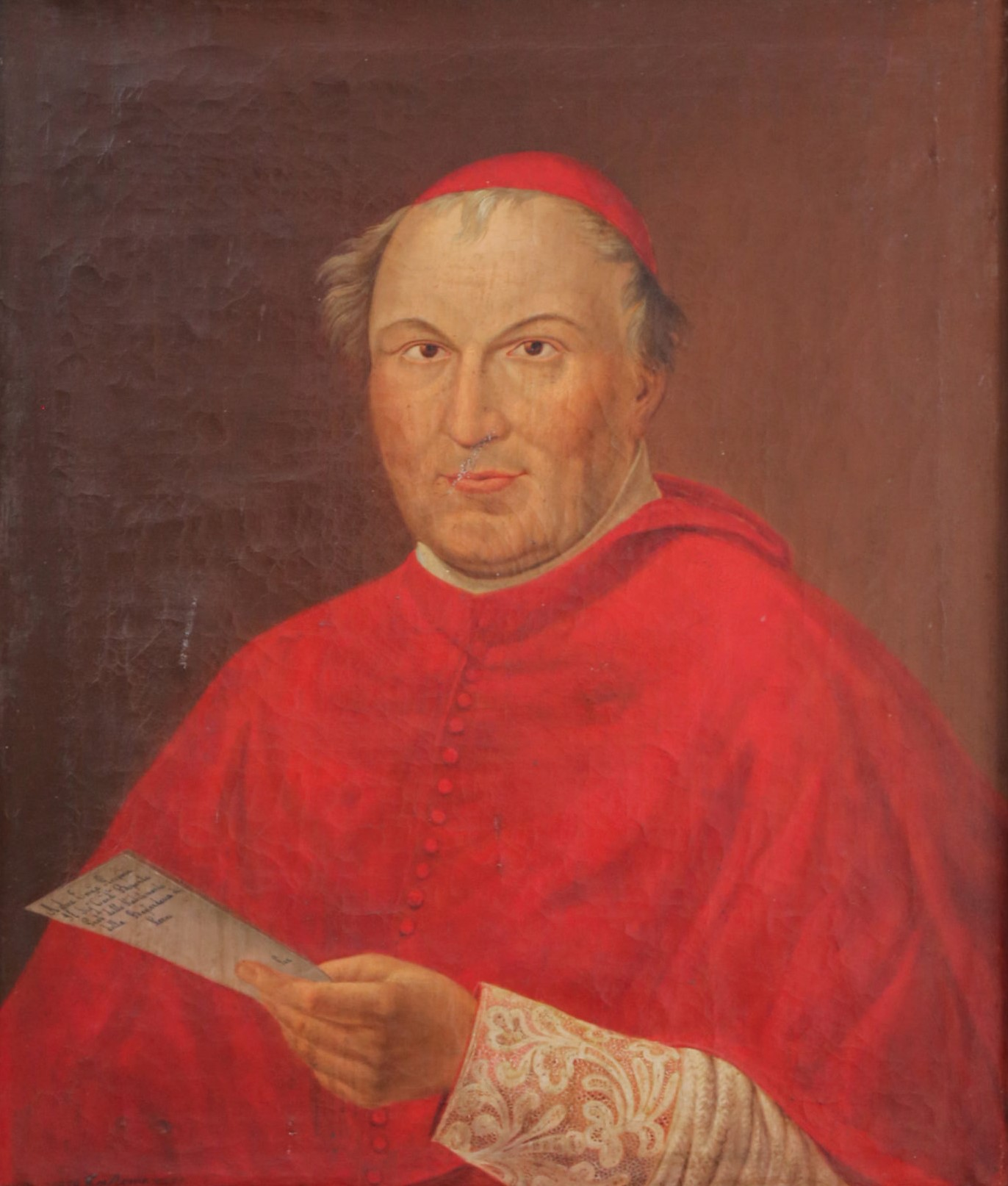
Giuseppe Kardinal Bofondi

Giuseppe Bofondi (* 24. Oktober 1795 in Forlì; † 2. Dezember 1867 in Rom) war Kardinalstaatssekretär.

## Leben
Der Sohn des Patriziers Antonio Bofondi und der Marchesa Ramagnoli studierte in Ravenna Philosophie und in Bologna Jura, wo er 1817 auch zum Dr. jur. utr. promovierte. Am 7. Februar 1821 zum Prälaten erhoben, wurde er am 8. März 1822 zum Auditor der Rota Romana und am 24. Januar 1842 zu deren Dekan. Am 21. Dezember 1846 in pectore zum Kardinal bestimmt, wurde sein Name am 11. Juni 1847 veröffentlicht und er kurz darauf zum Kardinaldiakon von San Cesareo in Palatio ernannt. Seit dem 17. August 1847 Apostolischer Legat der Stadt Ferrara, wurde er am 29. Oktober 1847 als Apostolischer Legat für die Stadt und die Provinz Ravenna bestimmt, was er bis Januar 1848 blieb. Erst Mitglied der Präfektur für die öffentlichen Angelegenheiten, dann deren Präfekt, wurde er schließlich am 2. Februar 1848 Außenminister des Kirchenstaates. Vom 1. Februar 1848 bis zum 10. März 1848 als Kardinalstaatssekretär tätig, war er vom 11. Juli 1850 an Präfekt der Finanzen.
Giuseppe Bofondi war zwar Priester – sein Weihedatum ist unbekannt – wurde aber niemals Bischof.